# Warburg Institute

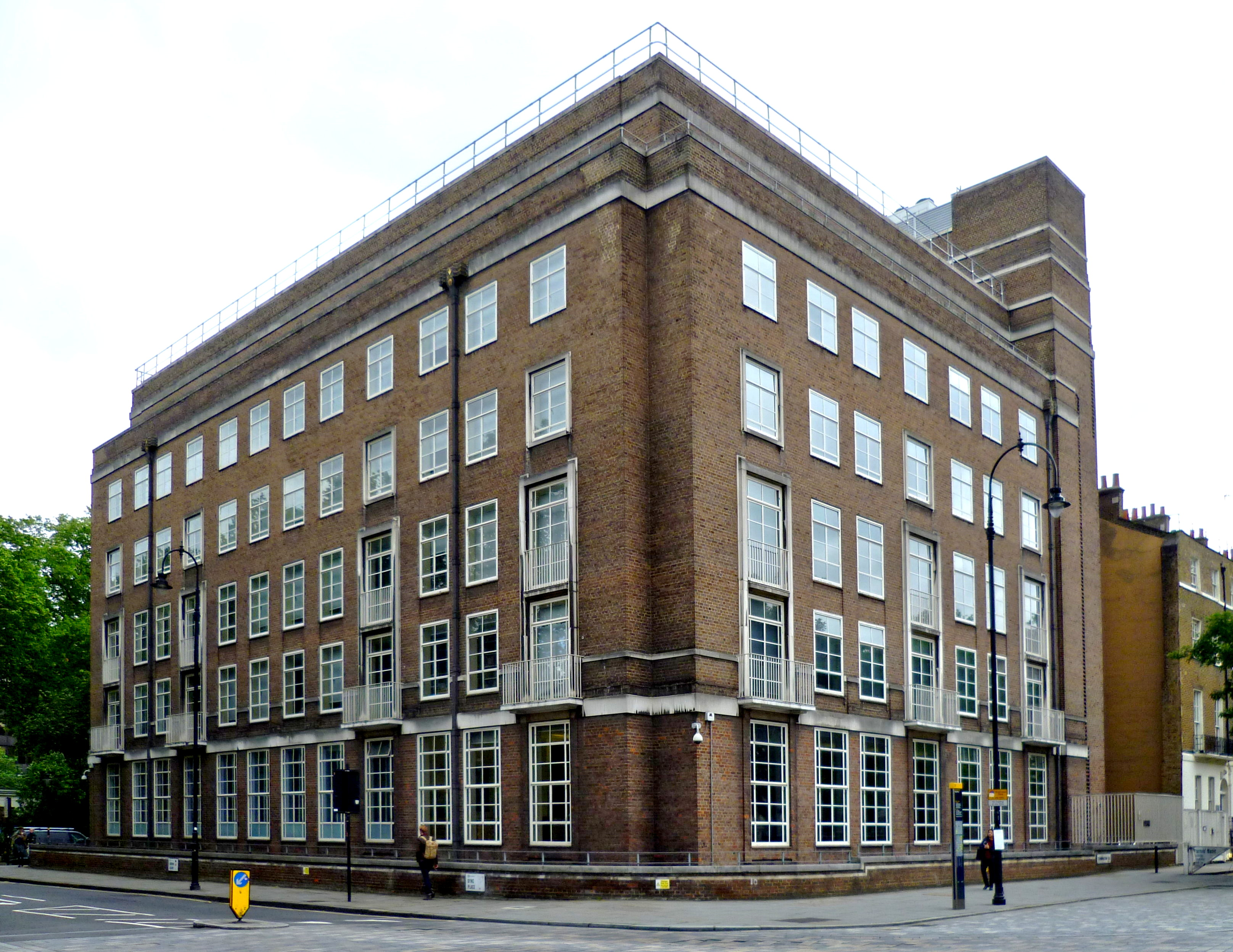
Warburg Institutes byggnad vid Woburn Square i London

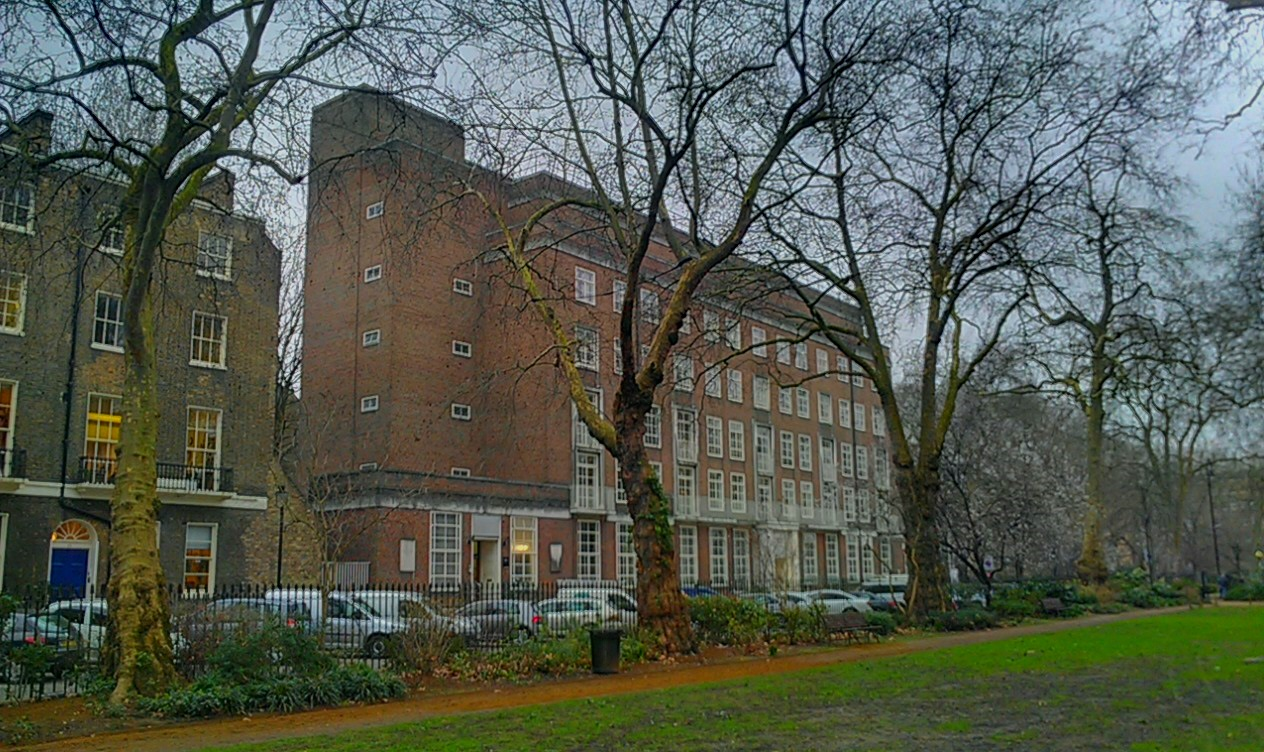
Warburg Institute sett från Woburn Square

Warburg Institute är ett kulturhistoriskt forskningsinstitut, som har anknytning till University of London i London i Storbritannien. Det arbetar tvärvetenskapligt med bilders roll i kulturen globalt inom konsthistoria och vetenskapshistoria, inte minst med sambandet mellan bilder och vidskeplighet, magi och populära föreställningar.
Forskarna på Warburg Institute är historiker, filosofer och antropologer. Institutet är engagerat i överlevnad av, och spridning över gränser och tidsepoker av, olika kulturformer inom litteratur, bildkonst, musik och naturvetenskap, och särskilt av inflytelse av klassisk antik kultur på olika aspekter av europeisk civilisation.
Institutets samlingar var ursprungligen baserade i Hamburg i Tyskland, men flyttades 1933 till London, där de omhändertogs av University of London 1944.
Institutet grundades i Hamburg av Aby Warburg, som var säte för den välbärgade judiska Warburgfamiljen. Aby Warburg var negativ till tidens förhärskande estetikdominerade angreppssättet på konsthistoria och intresserade sig snarare på ett mer filosofiskt och tvärvetenskapligt angreppssätt. Under sina studier av kulturen i renässansens Florens blev han intresserad av antikens inflytande på modern kultur. Utforskning av detta andra stadium av den klassiska världen blev hans livsintresse.
År 1900 beslöt Aby Warburg att grunda Kulturwissenschaftliche Bibliothek Warburg, men - trots att han börjat samla böcker redan 1886 - etablerade han inte sitt bibliotek förrän 1909.
Aby Warburg började 1913 samarbeta med konsthistorikern Fritz Saxl (1890–1948) från Wien. År 1914 diskuterade de möjligheten av att ombilda biblioteket till ett forskningsinstitut, men första världskriget och sjukdom kom emellan. Efter det att Warburg återvänt till Hamburg 1924, satte han och Saxl igång en omvandlingsprocess, varpå Warburgbiblioteket officiellt kunde öppna som forskningsinstitut 1926. Det knöts senare till Hamburgs universitet.
Henri Frankfort efterträdde Saxl som chef 1949, och efterträddes 1955 av Gertrud Bing, som hade anställts redan 1922 under Hamburgtiden. Under hennes ledarskap flyttade institutet till sin nuvarande byggnad inom Londonuniversitet 1958. Bing efterträddes av Ernst Gombrich, som var chef 1959-1976. 

## Byggnad
Institutet är inrymt i en stor byggnad vid Woburn Square på University of Londons Bloomsbury campus. Byggnaden ritades  Charles Holden och uppfördes 1957. I byggnaden finns också Slade School of Fine Arts ateljé.
Warburg Institute har ett forskningsbibliotek på över 350.000 titlar. Biblioteket är känt för sitt unika referenssystem: böckerna är sorterade efter ämnen enligt Aby Warburgs indelning av mänsklighetens historia i kategorierna "Verksamhet", "Inriktning", "Ord" och "Bild". Institutet har också en stor fotografisk samling på 450.000 bilder på målningar, skulpturer, grafik och teckningar, arrangerade efter ett ikonografiskt system, som initierades av Rudolf Wittkower och Edgar Wind. 
År 2022 påbörjades en större renovation och ombyggnad av institutets hus, benämnd "Warburg Renaissance" med beräknat slutförande under 2024.
Warburg Institute och Courtauld Institute of Art ger ut The Journal of the Warburg and Courtauld Institutes, som är en årspublikation på ungefär 300 sidor.